# Ajn Diwar
Ajn Diwar (arab. ‏عين ديوار‎) – wieś w Syrii, w muhafazie Al-Hasaka. W 2004 roku liczyła 938 mieszkańców.